# Nina Ivanič Rep
Nina Ivanič Rep, slovenska gledališka in filmska igralka; *24. junij 1971, Ljubljana.

## Življenjepis
Nina Ivanič je študirala igro na AGRFT, kjer je leta 1995 diplomirala. Od leta 1996 je kot svobodna umetnica igrala v Eksperimentalnem gledališču Glej, ljubljanski Drami, MGL, sodelovala pa tudi s Špas teatrom v Mengšu in pri zunaj-institucionalnih projektih. Nastopala je v več TV-nadaljevankah in filmih (Klan in Dosje J. K., obe v režiji Antona Tomašiča, Peter in Petra v režiji Franca Arka, Outsider v režiji Andreja Košaka, serija oddaj Lahkih nog naokrog na TVS, limonadnici Usodno vino idr.). Od 2007 je redno zaposlena v Gledališču za otroke in mlade Ljubljana. Igrala je tudi v seriji Reka ljubezni, zdaj pa v vlogi medicinske sestre Dragice igra v aktualni seriji Najini mostovi.

## Zasebno življenje
Je poročena in mati dveh sinov, Luke in Mihe. Versko se opredeljuje kot katoličanka.

## Nagrade
- 2007 – zlata paličica za najboljšo žensko vlogo za vlogo Rilčice (Trije prašičji prašički, GOML)
- 1994 – študentska Severjeva nagrada